# Jelšovce
Jelšovce est un village de Slovaquie situé dans la région de Nitra.

## Histoire
Première mention écrite du village en 1326.

## Démographie

### Évolution de la population
| Année:               | 1994. | 2004.   | 2014.   | 2024.   |
| -------------------- | ----- | ------- | ------- | ------- |
| Nombre de personnes: | 979   | 949     | 1008    | 985     |
| Différence:          |       | -3,06 % | +6,21 % | -2,28 % |

| Année:               | 2023. | 2024.   |
| -------------------- | ----- | ------- |
| Nombre de personnes: | 986   | 985     |
| Différence:          |       | -0,10 % |